# Boțești (Argeș, Rumunjska)
Boțești je općina u županiji Argeș u Rumunjskoj. U općinu spadaju dva sela Boțești i Moșteni-Greci.